# Johann Rodríguez Bravo
Johann Rodríguez Bravo (Popayán, 20 de octubre de 1980-Cali, 1 de enero de 2006) fue un escritor y economista colombiano.
Cursó estudios en Economía en la Universidad Icesi de Cali, Valle del Cauca, obteniendo el título cum laude. Fue un destacado profesor universitario e investigador académico en el campo de la Economía, en la Universidad Javeriana en Bogotá, donde inició también estudios de maestría en Literatura Hispanoamerciana. Fue becario en la Fundación Mempo Giardinelli, en Resistencia, Argentina. Obtuvo varios premios literarios y periodísticos, como el concurso de cuento Umpala de Sic editorial (2006). Fue nominado al Premio Simón Bolívar de periodismo por un perfil sobre Héctor Lavoe. Escribió para las revistas Número, El Malpensante, Mil Mamuts y Gatopardo.
Fue antologado en el libro de cuento Señales de ruta (Arango Editores, 2008), junto a otros 16 autores colombianos y su cuento El teléfono fue seleccionado para la colección Segunda antología del cuento corto colombiano por Harold Kremer (Universidad Pedagógica Nacional, 2007). Publicó en vida un libro de cuentos Aquella vida de mago y otros relatos (Ed. Axis Mundi 2004). De manera póstuma se han publicados dos novelas de su autoría Ciudad de niebla (Instituto Iberoamericano de Cultura, 2006) y Seis versiones sobre Ernesto Varona Novela con la cual obtuvo el segundo puesto en el VI Concurso Internacional de Novela Corta “Casino de Lorca”, en España.
Falleció el 1 de enero de 2006 en Cali, a causa de un aneurisma.